# Operacija Jugoistočna Hrvatska
Operacija Jugoistočna Hrvatska (njem. Unternehmen Südost Kroatien) bila je vojna operacija Sila Osovine protiv ustanika (partizana i četnika) u Nezavisnoj Državi Hrvatskoj na prostoru istočne Bosne. Za oružane snage NDH operacija je imala naziv Operacija Romanija dok je u poslijeratnoj historiografiji komunističke Jugoslavije operacija bila zvana Druga neprijateljska ofenziva.
Krajem siječnja 1942. godine, Prva proleterska brigada se na Romaniji našla opkoljena jakim njemačkim snagama. Stožer brigade donosi odluku o izvršenju opasnog, ali jedino mogućeg pokreta. Trebalo je proći pored Sarajeva, preko Igmana, prema oslobođenoj Foči. 
Igmanski marš je izveden noću između 27. i 28. siječnja, po dubokom snijegu i velikoj hladnoći. Taj marš prema jugoslavenskim pričama postaje legenda, a četrdeset teško promrzlih boraca prebačeno je na liječenje u Foču, gdje su podnijeli nadljudske bolove amputiranja promrzlih dijelova tijela bez narkoze.
O maršu je snimljen i film - Igmanski marš.